# Tobias Friedrich Pfeiffer
Tobias Friedrich Pfeiffer (* 14. Januar 1756 in der Nähe von Weimar; † 28. November 1803 in Düsseldorf) war ein deutscher Sänger (Tenor), Oboist, Pianist, Komponist und Musikpädagoge, der vor allem als Lehrer Beethovens bekannt wurde.

## Leben
Pfeiffer debütierte am 3. Juli 1778 in Gotha als Azor in der Oper Zémire et Azor von André-Ernest-Modeste Grétry. In den folgenden Jahren war er überwiegend bei wandernden Theatertruppen tätig, darunter in Würzburg, Dresden, Münster, Bremen und Osnabrück.
Von 1779 bis 1780 war er als Tenor, Klavierspieler und Oboist bei der Theatertruppe von Gustav Friedrich Wilhelm Großmann engagiert, mit dem er mehrfach in Bonn gastierte, wo Pfeiffer der Lehrer des jungen Ludwig van Beethoven wurde. Dessen Jugendfreund Franz Gerhard Wegeler schrieb später:

„Den ersten Unterricht erhielt er, wie gesagt, von seinem Vater; den nachherigen, weit besseren, von einem gewissen Pfeiffer, der Musikdirector und Hautboist war, später in Düsseldorf bei der Musik eines Baierischen Regiments als Kapellmeister angestellt wurde, und als ein trefflicher Künstler und höchst genialer Mann bekannt war. Beethoven verdankte diesem Lehrer das Meiste und war auch so erkenntlich dafür, daß er ihm noch von Wien aus durch Herrn Simrock eine Geldunterstützung zukommen ließ.“

Der Bonner Bäckermeister Gottfried Fischer, in dessen Haus in der Rheingasse Nr. 934 die Familie Beethoven mehrere Jahre eine Wohnung hatte, bemerkte in seinen Erinnerungen, dass Pfeiffer bei der Familie Beethoven zur Untermiete wohnte („in Kost und Loschi und schläfung“).
1784 wirkte er auf Schloss Kirchheimbolanden und gehörte dort zu den Mitgliedern der Hofkapelle von Fürst Wilhelm von Nassau-Weilburg.
Danach war er in Frankfurt am Main tätig sowie in Weimar bei der Gesellschaft von Joseph Bellomo. Von dort wurde 1789 gemeldet: „Abgegangen. Herr Pfeiffer. Auf Befehl der Oberdirektion in Weimar, seiner schlechten Aufführung wegen ist entlassen.“ Anschließend ging er nach Leipzig, wo er Musikdirektor der Theatertruppe von Joseph Seconda wurde. Am 28. Oktober 1789 trat er dort auch erstmals als Sänger auf.
Ab 1794 ist Pfeiffer in Düsseldorf nachweisbar, wo er auch in Konzerten mitwirkte, darunter am 20. Januar 1801, am 24. Februar 1801 und am 1. Dezember 1801. Am 28. November 1803 starb er dort an einem Fieber. Laut Sterbeurkunde war er verheiratet.

## Werke (Auswahl)
- Freuden der Redlichen an dem Geburtsfeste des Landesvaters. Ein Vorspiel mit Gesängen zur Feyer des höchsten Geburtsfestes des Durchlauchtigsten Fürsten und Herrn, Herrn Friedrich August, regierender Churfürsten zu Sachsen etc. den 22. und 23. des Christmonates 1789 bey ganz erleuchtetem Hause aufgeführt, zu Leipzig auf dem Theater am Rannstädter Thore,[6] Kantate nach einem Text von Christian Gotthold Schocher (verschollen) – aufgeführt am 22. und 23. Dezember 1789 in Leipzig

## Darstellung im Film
In dem Fernsehfilm Louis van Beethoven (2020) wurde Pfeiffer von dem Schauspieler Sabin Tambrea verkörpert.